# Paysage viticole de l'île du Pico
Le paysage viticole de l'île du Pico, classé depuis 2004 par l'UNESCO au patrimoine mondial de l'humanité, se situe sur la seconde île en importance de l'archipel des Açores, l'île de Pico.
Les vins de l'île possèdent l'appellation d'origine contrôlée Pico (IPR).

## Histoire
La méthode culturale développée sur l'île remonte au XVe siècle peu après l'arrivée des premiers colons. Les moines franciscains y ont importé et planté le cépage verdelho.
Au XIXe siècle, les vins de la région sont consommés par les royautés anglaise et russe. Des bouteilles de vin de Pico furent découvertes dans la cave du tsar Nicolas II de Russie après son exécution. La culture vinicole cesse soudainement à cause de problèmes de phylloxéras et d'oïdium. Dans les années 1990, la culture viticole est relancée avec du verdelho, de l'arinto et du terrentez. L'appellation d'origine contrôlée Pico (IPR) est créée en 1994.

## Description
Les sols de l'île sont volcaniques, avec une forte dominance de basalte et d'argile.
Afin de protéger du vent marin et des embruns les ceps de vigne, il a été mis en place un réseau de murs de pierre. Ceux-ci sont tous parallèles à la côte et remontent progressivement vers le sommet de l’île volcanique. Ils forment des milliers de petits enclos, appelés localement currais, qui se jouxtent les uns les autres. Les passages entre ces currais portent le nom de canadas.
Le verdelho fortifié (Lajido) est classé Vinho Licoroso de Qualidade Produzido em Região Determinada (Liqueur de vin de qualité produite dans une région spécifique) au Portugal. La plupart des vins de l'île sont produits par la Cooperativa Vitivinícola da Ilha do Pico à Madalena, dont le Terras de Lava, le Frei Gigante ou encore le Basalto.
L'espace insulaire limite le développement de l'activité viticole dans la région, et l'export uniquement par voie maritime des bouteilles produites complique le développement des ventes à l'international.

## Classement UNESCO
La session de l'UNESCO qui a classé en 2004 ce paysage viticole unique a voulu marquer sa volonté de préserver « L’extraordinaire paysage de petits champs ceints de murs de pierre façonné par l’homme témoigne du travail de générations de petits paysans qui, dans un environnement hostile, sont parvenus à créer un mode de vie durable et un vin de grande valeur ».